# Martensikara
Genre
Martensikara est un genre d'araignées aranéomorphes de la famille des Sparassidae.

## Distribution
Les espèces de ce genre sont endémiques de Madagascar.

## Liste des espèces
Selon World Spider Catalog (version 26, 16/07/2025) :
- Martensikara jocheni Jäger, 2021
- Martensikara quadrituberculata Hu, Chen & Liu, 2025

## Systématique et taxinomie
Ce genre a été décrit par Jäger en 2021 dans les Sparassidae.

## Étymologie
Ce genre est nommé en l'honneur de Jochen Martens.

## Publication originale
- Jäger, 2021 : « Two new enigmatic genera of huntsman spiders from Madagascar (Araneae: Sparassidae). » Zootaxa, no 4984(1), p. 335-346.